# Gregory Wüthrich
Pour les articles homonymes, voir Wüthrich.
Gregory Kwesi Wüthrich, abrégé Gregory Wüthrich, né le 4 décembre 1994, est un footballeur international suisse. Il évolue au poste de défenseur central au Young Boys.

## Carrière

### En club

#### BSC Young Boys (2005-2019) et prêt à GC (2015)
En mai 2014, il signe un contrat jusqu'en 2017 au BSC Young Boys.
Gregory Wüthrich est prêté en février 2015 au Grasshopper Zurich pour la fin de la saison 2014-2015,.
Il revient de prêt à YB en juin 2015.
En mai 2015, il prolonge son contrat au club jusqu'à l'été 2020.
En septembre 2016, suite à des douleurs persistantes, il a dû subir une nouvelle opération au genou gauche. Malheureusement le ligament croisé antérieur est également touché, il ne sera probablement plus disponible pour les Young Boys cette saison.
Il remporte le championnat suisse en 2018, 2019 et 2020.
En octobre 2018, il a dû faire une pause depuis la mi-septembre en raison d'une blessure aux adducteurs, et ne sera pas disponible pour l'équipe dans les prochaines semaines, celui-ci a subi une blessure musculaire à la cuisse. La durée de l'absence de Wüthrich dépend du processus de guérison.
Le 18 septembre 2019, il est annoncé que le joueur quitte le club de la capitale pour rejoindre le championnat australien qui commence à la mi-octobre.

#### Perth Glory (2019-2020)
Il rejoint le club, Perth Glory et le Championnat d'Australie (l'A-League) pour une durée d'une année.
Il quitte le club et l'Australie en juin 2020.

#### Sturm Graz (depuis 2020)
En août 2020, il rejoint le Sturm Graz qui évolue dans le Championnat d'Autriche où il a singé un contrat de 2 ans.
Il prolonge son contrat, en novembre 2022, de 1 an, soit jusqu'en 2025.
Il remporte le championnat d'Autriche à deux reprises en 2024 et 2025, il est également vainqueur de 2 coupes d'Autriche en 2023 et 2024.

### En équipe nationale
Gregory Wüthrich est sélectionné dans les catégories de jeunes, des moins de 18 ans jusqu'aux espoirs.
En août 2024, il reçoit sa première convocation en équipe nationale pour les matchs de l'UEFA Nations League du jeudi 5 septembre contre le Danemark (20h45 à Copenhague) et du dimanche 8 septembre contre l'Espagne (20h45 au Stade de Genève),.

## Statistiques
| Saison                | Club                      | Championnat           | Championnat | Championnat | Coupe(s) nationale(s) | Coupe(s) nationale(s) | Compétition(s) continentale(s) | Compétition(s) continentale(s) | Compétition(s) continentale(s) | Total | Total |
| Saison                | Club                      | Division              | M.          | B.          | M.                    | B.                    | Comp.                          | M.                             | B.                             | M.    | B.    |
| 2013-2014             | Young Boys                | Super League          | 8           | 1           | 0                     | 0                     | -                              | -                              | -                              | 8     | 1     |
| 2014-2015             | Young Boys                | Super League          | 9           | 1           | 1                     | 0                     | C3                             | 4                              | 0                              | 14    | 1     |
| 2014-2015             | Grasshopper Zurich (prêt) | Super League          | 8           | 0           | 1                     | 0                     | -                              | -                              | -                              | 9     | 0     |
| 2015-2016             | Young Boys                | Super League          | 12          | 0           | 1                     | 0                     | C1+C3                          | 0+0                            | 0+0                            | 13    | 0     |
| 2016-2017             | Young Boys                | Super League          | 3           | 0           | 1                     | 0                     | C1+C3                          | 2+0                            | 0+0                            | 6     | 0     |
| 2017-2018             | Young Boys                | Super League          | 8           | 0           | 2                     | 0                     | C1+C3                          | 0+3                            | 0+0                            | 13    | 0     |
| 2018-2019             | Young Boys                | Super League          | 14          | 0           | 1                     | 0                     | C1                             | 3                              | 0                              | 18    | 0     |
| 2019-2020             | Young Boys                | Super League          | 1           | 0           | 0                     | 0                     | C1                             | 0                              | 0                              | 1     | 0     |
| 2019-2020             | Perth Glory (prêt)        | A-League              | 18          | 1           | 0                     | 0                     | C1                             | 1                              | 0                              | 19    | 1     |
| Sous-total            | Sous-total                | Sous-total            | 81          | 3           | 7                     | 0                     | -                              | 13                             | 0                              | 101   | 3     |
| 2020-2021             | Sturm Graz                | Bundesliga            | 23          | 1           | 5                     | 0                     | -                              | -                              | -                              | 28    | 1     |
| 2021-2022             | Sturm Graz                | Bundesliga            | 31          | 4           | 0                     | 0                     | C3                             | 8                              | 0                              | 39    | 4     |
| 2022-2023             | Sturm Graz                | Bundesliga            | 28          | 1           | 5                     | 0                     | C1+C3                          | 2+6                            | 0+0                            | 41    | 1     |
| 2023-2024             | Sturm Graz                | Bundesliga            | 28          | 3           | 4                     | 1                     | C1+C3+C4                       | 2+4+4                          | 0+0+0                          | 42    | 4     |
| 2024-2025             | Sturm Graz                | Bundesliga            | 21          | 1           | 3                     | 0                     | C1                             | 4                              | 0                              | 28    | 1     |
| Sous-total            | Sous-total                | Sous-total            | 131         | 10          | 17                    | 1                     | -                              | 30                             | 0                              | 178   | 11    |
| Total sur la carrière | Total sur la carrière     | Total sur la carrière | 212         | 13          | 24                    | 1                     | -                              | 43                             | 0                              | 279   | 14    |

## Palmarès
BSC Young Boys (3)
- Championnat de Suisse :
  - Champion : 2018, 2019, 2020
  - Vice-champion : 2016 et 2017

 Sturm Graz (4)
- Bundesliga autrichienne
  - Champion : 2024 et 2025
  - Vice-champion :  2022 et 2023
- Coupe d’Autriche :
  - Vainqueurs : 2023, 2024